# توماس بي. كولمان
توماس بي. كولمان (بالإنجليزية: Thomas B. Coleman)‏ هو سياسي أمريكي، ولد في 1795، وتوفي في 1848.